# Acacia officinalis
Acacia officinalis är en ärtväxtart som beskrevs av Dehnh. Acacia officinalis ingår i släktet akacior, och familjen ärtväxter. Inga underarter finns listade i Catalogue of Life.